# Ridge Racer 64
Ridge Racer 64 è un simulatore di guida sviluppato da Nintendo Software Technology e pubblicato dalla Nintendo per il Nintendo 64.

## Accoglienza
La versione N64 ha ricevuto recensioni "favorevoli", mentre il remake per il DS ha ricevuto recensioni "miste", secondo il sito di aggregazione di recensioni Metacritic.